# Corna (bướm đêm)
Corna  là một chi bướm đêm thuộc họ Erebidae.